# Liste der äußersten Punkte Islands
Dieses sind die geographisch äußersten Punkte Islands.
Es werden die äußersten Punkte, Einzelhöfe und Ortschaften in jede Himmelsrichtung auf der Hauptinsel angeführt. Dazu werden noch Punkte oder Ortschaften angeführt, die auf den isländischen Inseln liegen. 

## Nördlichste Punkte
im Staat Island
- nördlichster Punkt: die Insel Kolbeinsey, Eyjafjörður, (67° 8′ N, 18° 41′ W)
- nördlichste Ortschaft: Grímsey, Eyjafjörður, (66° 33′ N, 18° 1′ W)

auf der Hauptinsel
- nördlichster Punkt: Rifstangi, Norður-Þingeyjarsýsla, (66° 32′ N, 16° 12′ W)
- nördlichste Ortschaft: Raufarhöfn, Norður-Þingeyjarsýsla, (66° 27′ N, 15° 57′ W)
- nördlichster Hof: Rif, Norður-Þingeyjarsýsla, (66° 32′ N, 16° 12′ W)

## Südlichste Punkte
im Staat Island
- südlichster Punkt: die Insel Surtsey, Vestmannaeyjar, (63° 17′ N, 20° 35′ W)

auf der Hauptinsel
- südlichster Punkt: Kötlutangi, Vestur-Skaftafellssýsla, (63° 23′ N, 18° 45′ W)
- südlichster Hof: Garðar, Vestur-Skaftafellssýsla, (63° 24′ N, 19° 3′ W)
- südlichste Ortschaft: Vík í Mýrdal, Vestur-Skaftafellssýsla, (63° 25′ N, 19° 1′ W)

## Westlichste Punkte
- westlichster Punkt: Bjargtangar, Vestur-Barðastrandarsýsla, (65° 30′ N, 24° 32′ W)
- westlichster Hof: Hvallátur, Vestur-Barðastrandarsýsla, (65° 32′ N, 24° 28′ W)
- westlichste Ortschaft: Patreksfjörður, Vestur-Barðastrandarsýsla, (65° 35′ N, 23° 59′ W)

## Östlichste Punkte
im Staat
- östlichster Punkt: die Insel Hvalbakur, Suður-Múlasýsla, (64° 35′ N, 13° 14′ W)

auf der Hauptinsel
- Punkt — Gerpir, Suður-Múlasýsla, (65° 4′ N, 13° 29′ W)
- östlichster Hof: Sandvík, Suður-Múlasýsla, (65° 6′ N, 13° 33′ W)
- östlichste Ortschaft: Neskaupstaður, (65° 9′ N, 13° 43′ W)

## Höchste Erhebung
- Hvannadalshnúkur, 2110 m

- Karte mit allen Koordinaten:
- OSM |
- WikiMap